# Ana Maslaćová Plenkovićová
Ana Maslaćová Plenkovićová (* 19. prosince 1979 Dubrovník) je chorvatská právnička a manželka Andreje Plenkoviće, který je od 19. října 2016 chorvatským premiérem. V minulosti pracovala jako vedoucí personálních a právních služeb chorvatského parlamentu.

## Osobní život
Narodila se v Dubrovníku a je původem z Hercegoviny. V roce 2014 se provdala za Andreje Plenkoviće, tehdejšího poslance Evropského parlamentu, a mají spolu tři děti: syny Maria (* 2014) a Ivana (* 2022) a dceru Milu (* 2017).